# Буштон (Канзас)
Буштон (англ. Bushton) — місто (англ. city) в США, в окрузі Райс штату Канзас. Населення — 203 особи (2020).

## Географія
Буштон розташований за координатами 38°30′44″ пн. ш. 98°23′45″ зх. д. / 38.51222° пн. ш. 98.39583° зх. д. (38.512235, -98.395910).  За даними Бюро перепису населення США в 2010 році місто мало площу 0,60 км², уся площа — суходіл.

## Демографія
Згідно з переписом 2010 року, у місті мешкало 279 осіб у 117 домогосподарствах у складі 78 родин. Густота населення становила 462 особи/км².  Було 151 помешкання (250/км²).
Расовий склад населення:
| - 92,5 % — білих - 2,9 % — чорних або афроамериканців - 2,5 % — корінних американців |

До двох чи більше рас належало 1,8 %. Частка іспаномовних становила 8,2 % від усіх жителів.
За віковим діапазоном населення розподілялося таким чином: 26,9 % — особи молодші 18 років, 54,8 % — особи у віці 18—64 років, 18,3 % — особи у віці 65 років та старші. Медіана віку мешканця становила 42,4 року. На 100 осіб жіночої статі у місті припадало 105,1 чоловіків;  на 100 жінок у віці від 18 років та старших — 108,2 чоловіків також старших 18 років.
Середній дохід на одне домашнє господарство  становив 57 151 долар США (медіана — 49 250), а середній дохід на одну сім'ю — 71 316 доларів (медіана — 63 056). За межею бідності перебувало 16,3 % осіб, у тому числі 23,5 % дітей у віці до 18 років та 17,6 % осіб у віці 65 років та старших.
Цивільне працевлаштоване населення становило 98 осіб. Основні галузі зайнятості: виробництво — 23,5 %, освіта, охорона здоров'я та соціальна допомога — 19,4 %, фінанси, страхування та нерухомість — 11,2 %, сільське господарство, лісництво, риболовля — 8,2 %.